# 죽 (한국 음식)
한국의 죽(粥)은 쌀 등의 곡식을 오래 끓여 알갱이가 흠씬 무르게 만든 음식이다.

## 종류
되게 쑨 된죽, 묽게 쑨 희죽이 있으며, 물을 많이 넣고 쑨 멀건 죽은 물죽이라 부른다. 곡식이나 밤의 가루로 묽게 쑤어 어린아이에게 젖 대신 먹이는 것은 암죽이라 부른다.
- 갈분죽(葛粉粥): 갈분에 멥쌀가루를 넣고 쑨 죽.
- 감인죽(芡仁粥): 감인 가루 세 홉에 멥쌀 한 홉의 비율로 섞어 쑨 죽.
- 강냉이죽(---粥): 찧거나 으깬 옥수수에 강낭콩이나 팥을 넣거나 하여 푹 끓인 죽.
- 강분죽(薑粉粥): 강분을 넣고 쑨 죽.
- 강피죽(--粥): 강피로 쑨 죽.
- 개암죽(--粥)/진자죽(榛子粥): 개암을 갈아 만든 즙에 쌀을 불려 갈아 넣고 쑨 죽.
- 갱죽(羹粥): 시래기 따위의 채소류를 넣고 멀겋게 끓인 죽.
- 겨죽(-粥)/강죽(糠粥): 쌀의 속겨로 쑨 죽.
- 고기야채죽(--野菜粥): 고기와 야채로 쑨 죽. 다진 파와 야채를 볶다가 쌀을 넣고 노릇노릇해질 때까지 볶은 다음 양념에 재운 고기를 넣고 쑨다.
- 구기자죽(枸杞子粥): 구기자 가루나 즙을 타고 꿀을 친 흰죽.
- 국묘죽(菊苗粥): 감국(甘菊)의 싹을 잘게 썰어 소금을 치고 멥쌀과 함께 넣어 쑨 죽.
- 굴죽(-粥)/석화죽(石花粥): 쌀에 생굴을 넣고 쑨 죽.
- 귀리죽(--粥): 귀리의 가루로 쑨 죽.
- 김치죽(--粥): 배추 통김치를 물에 담가 우렸다가 잘게 썰어 넣고 쑨 죽.
- 깨죽(-粥)/참깨죽(--粥)/지마죽(芝麻粥)/호마죽(胡麻粥): 껍질을 벗긴 참깨에 찹쌀을 섞고 함께 갈아서 쑨 죽.
  - 흑임자죽(黑荏子粥): 검은깨로 쑨 죽. 검은깨를 쌀과 함께 물에 담갔다가 매에 갈아 체로 걸러서 물만 솥에 붓고 쑨다.
- 나물죽(--粥): 사람이 먹을 수 있는 풀이나 나뭇잎 따위를 넣고 쑨 죽.
- 나복자죽(蘿蔔子粥): 무씨를 삶은 물에 멥쌀을 넣어 끓인 죽.
- 남매죽(男妹粥): 수수에 칼제비를 넣어 쑨 죽.
- 녹두죽(綠豆粥): 녹두를 삶아 으깨어 체에 걸러서 잠시 가라앉힌 다음, 웃물만 먼저 솥에 붓고 쌀을 넣어 한참 끓이다가 이미 가라앉은 것을 마저 붓고 쑨 죽.
- 달걀죽(--粥)/계란죽(鷄卵粥): 달걀을 풀어 넣고 쑨 죽.
- 닭죽(-粥)/계죽(鷄粥)/부계죽(敷鷄粥): 닭고기를 넣고 쑨 죽. 닭고기를 토막 쳐서 살이 풀어지도록 곤 뒤에 굵은체에 걸러서, 멥쌀을 넣고 간장을 쳐서 다시 끓이고 양념을 친다.
- 대구죽(大口粥): 바싹 마른 대구의 살을 가루로 만들어 멥쌀과 함께 쑨 죽.
- 들깨죽(--粥)/들죽(-粥): 들깨와 쌀을 물에 불려 갈아서 쑨 죽.
- 땅콩죽(--粥)/낙화생죽(落花生粥): 땅콩을 맷돌 따위에 갈아 쑨 죽.
- 마름죽(--粥)/능실죽(菱實粥): 마름 열매의 속살로 쑨 죽.
- 매화죽(梅花粥): 깨끗이 씻은 매화를 쌀이 익은 다음에 넣어서 함께 쑨 죽.
- 멀태죽(--粥): 곡식이나 채소를 조금 넣고 멀겋게 쑨 죽.
- 모과죽(木瓜粥): 모과를 말려서 만든 가루를 좁쌀이나 찹쌀 뜨물에 쑤어서 생강즙을 탄 죽.
- 무죽(-粥)/나복죽(蘿蔔粥): 멥쌀로 쑨 죽에 무를 채로 썰어 넣거나, 약간 삶은 무를 콩알만큼씩 잘게 썰어 넣어 쑨 죽.
- 묵물죽(--粥)/녹두유죽(綠豆乳粥): 묵물에 쌀을 넣고 쑨 죽.
- 문동죽(門冬粥): 율무와 흰쌀을 같이 끓이다가 맥문동 생즙, 생지황 즙, 강즙 따위를 넣고 쑨 죽.
- 밀죽(-粥): 밀쌀로 쑨 죽.
- 박죽(-粥)/포죽(匏粥): 박의 흰 살을 잘게 썰어 멥쌀과 돼지고기 또는 닭고기를 넣고 쑨 죽.
- 밤죽(-粥)/율자죽(栗子粥): 밤을 삶아 거른 물이나 밤 가루를 푼 물에 쌀을 넣고 쑨 죽.
- 방풍죽(防風粥): 방풍나물의 어린싹을 썰어 입쌀과 섞어서 쑨 죽.
- 백시죽(白柹粥): 곶감을 물에 담갔다가 체에 걸러 씨를 빼내고, 찹쌀 뜨물과 꿀을 타서 쑨 죽.
- 백합죽(百合粥): 백합의 비늘로 된 뿌리를 찧어서 꿀을 섞어 쑨 죽.
- 변두죽(藊豆粥): 백변두 반 근과 인삼 두 근을 가루로 만들어 물을 붓고 끓여 낸 뒤에 쌀을 넣어 쑨 죽.
- 보리죽(--粥): 보리쌀을 갈아서 쑤거나 또는 보리쌀 그대로 쑨 죽.
- 복령죽(茯苓粥): 찹쌀가루와 백복령 가루를 섞어서 끓인 죽.
- 북어죽(北魚粥): 북어 살을 바싹 말려 가루를 만들고 멥쌀과 함께 쑨 죽.
- 붕어죽(--粥): 붕어를 재료로 쑨 죽. 붕어를 고아서 체에 거른 뒤에 그 즙에 쌀을 넣고 후춧가루 따위를 쳐서 쑨 음식이다.
- 비웃죽(--粥)/청어죽(靑魚粥): 비웃의 살만 끓여 체에 걸러서 멥쌀을 넣고 쑨 죽.
- 비지죽(--粥): 비지에 쌀을 섞어서 쑨 죽.
- 산사죽(山査粥): 산사육의 가루와 계핏가루ㆍ찹쌀가루를 넣고 쑤어서 꿀을 탄 죽.
- 산수유죽(山茱萸粥): 산수유를 곱게 이겨 거른 것에 꿀을 넣어서 쑨 죽.
- 산약죽(山藥粥): 마의 껍질을 벗겨 갈아 꿀과 함께 볶아서 쑨 죽.
- 삼미죽(三米粥): 좁쌀과 멥쌀, 율무쌀에 산약(山藥)과 부추, 돼지의 콩팥과 소금을 넣고 쑨 죽.
- 삼선죽(三仙粥): 잣, 복숭아씨, 욱리인의 껍질을 벗겨서 짓찧어 낸 즙에 쌀가루를 섞어 쑨 죽.
- 상이죽(桑耳粥): 뽕나무버섯의 즙을 쌀과 함께 쑨 죽.
- 상자죽(橡子粥): 상수리나 도토리의 가루에 멥쌀가루를 섞어 쑨 죽.
- 생선죽(生鮮粥)/어죽(魚粥): 생선의 살을 주재료로 하여 닭고기나 쇠고기, 멥쌀을 넣고 끓이다가 달걀을 풀어서 쑨 죽.
- 선인죽(仙人粥): 새박뿌리를 끓이다가 멥쌀을 넣어 쑨 죽. 신선이 먹는 죽이라고 하여 붙여진 이름이다.
- 섭죽(-粥): 섭조개를 넣고 쑨 죽.
- 소마죽(蘇麻粥): 소엽씨와 삼씨를 같은 분량으로 볶아서 멥쌀과 함께 짓찧어 가루를 만들어 쑨 죽.
- 소행죽(蘇杏粥): 같은 분량의 차조기씨와 살구씨를 갈아서 쌀뜨물을 붓고 쑤다가 꿀을 탄 죽.
- 송기죽(松肌粥)/송피죽(松皮粥): 송기를 잿물에 삶아서 냉수에 담가 우려낸 뒤 쌀과 함께 넣어 쑨 죽.
- 송엽죽(松葉粥): 솔잎을 짓찧어 짜낸 즙에 식은 흰밥을 넣고 휘저어 만든 죽.
- 수수죽(--粥): 수수쌀로 쑨 죽.
- 시금치죽(---粥): 시금치에 된장을 풀고 파, 고기, 기름 따위를 넣은 후 멥쌀로 쑨 죽.
- 시래기죽(---粥): 시래기를 삶아 물에 불렸다가 간장이나 된장을 넣고 쑨 죽.
- 쌀죽(쌀粥)/흰죽(흰粥)/백죽(白粥)/이죽(-粥): 입쌀로 쑨 죽.
- 아욱죽(--粥): 쌀에 아욱의 잎과 껍질 벗긴 줄기를 넣어 끓인 죽. 된장이나 고추장을 걸러 넣고, 고기와 새우를 다져 넣어 걸쭉하게 끓인다.
- 야생이죽(--粥): 쌀에 냉이를 넣고 쑨 죽.
- 양신죽(羊腎粥): 멥쌀에다 구기자 잎, 양의 콩팥, 잘게 이긴 파 따위를 한데 섞어서 쑨 죽.
- 양원죽(養元粥): 멥쌀과 찹쌀의 날것과 볶은 것을 섞어서 쑨 죽. 흔히 꿀을 타서 먹는다.
- 양육죽(羊肉粥): 삶은 양고기와 인삼 가루, 백복령, 대추, 황기, 멥쌀을 한데 넣어 쑨 죽.
- 어미죽(御米粥): 푸른 대를 태울 때에 나오는 진액에 양귀비씨를 탄 다음에 멥쌀을 넣고 쑨 죽.
- 연밥죽(蓮-粥)/연인죽(蓮仁粥): 흰쌀에 연밥 가루, 가시연밥이나 마름씨 가루, 백복령과 잣가루를 넣고 쌀뜨물을 부어서 쑨 죽. 꿀을 타서 먹는다.
- 연밥죽(蓮-粥)/연자죽(蓮子粥): 연꽃의 열매에서 속껍질과 심을 버린 알맹이를 삶아서 갈아 멥쌀과 함께 쑨 죽.
- 연뿌리죽(蓮--粥)/우분죽(藕粉粥): 연근의 가루로 쑨 죽.
- 오뉘죽(--粥): 멥쌀에 간 팥을 섞어 쑨 죽.
- 율무죽(--粥): 율무쌀을 불려 갈아서 쑨 죽.
- 인유죽(人乳粥): 멥쌀로 쑨 죽에 사람의 젖과 우유를 붓고 끓인 죽.
- 자소죽(紫蘇粥): 차조기 잎을 곱게 찧어 낸 즙에 찹쌀을 넣고 쑨 죽.
- 잣죽(-粥)/해송자죽(海松子粥): 잣과 쌀을 섞어 물에 불려 갈아서 쑨 죽.
- 장국죽(醬-粥): 쇠고기를 잘게 이겨 장국을 만든 뒤에 물에 불린 쌀을 넣고 쑨 죽.
  - 부추죽(--粥): 부추를 썰어 넣고 끓인 장국죽.
- 장묵죽(醬-粥): 쇠고기와 파를 잘게 다진 것을 갖은양념을 하여 한참 끓인 뒤에, 물에 불린 입쌀을 넣고 다시 끓여 갖가지 고명을 얹은 죽.
- 재강죽(--粥)/주조죽(酒糟粥): 재강에 쌀을 넣고 쑨 죽. 쌀알이 퍼지도록 끓인 뒤에 꿀이나 설탕, 엿을 탄다.
- 전복죽(全鰒粥): 전복을 넣어 쑨 죽.
- 조기죽(--粥): 멥쌀을 끓이다가 간장을 치고 조기의 살을 넣어 쑨 죽.
- 좁쌀죽(--粥)/조죽(-粥): 좁쌀로 쑨 죽.
  - 사속죽(死粟粥): 풋좁쌀로 쑨 죽.
- 죽력죽(竹瀝粥): 죽력을 타서 끓인 멥쌀 죽.
- 지황죽(地黃粥): 썬 생지황과 찹쌀을 섞어 삶은 뒤에, 여기에 우유와 꿀을 함께 끓여 넣고 다시 더 끓인 죽.
- 진군죽(眞君粥): 쌀에다 씨를 뺀 살구를 넣고 쑨 흰죽.
- 진잎죽(--粥): 진잎을 넣고 끓인 죽.
- 차조기죽(---粥)/소임죽(蘇荏粥)/소자죽(蘇子粥): 볶은 차조기의 씨와 볶은 참깨를 같은 분량으로 찧어서 멥쌀가루를 넣어 쑨 죽. 간장이나 꿀을 타서 먹는다.
- 채소죽(菜蔬粥)/야채죽(野菜粥)/영락죽(瓔珞粥): 채소를 쌀에 섞어서 끓인 죽.
- 청모죽(靑麰粥): 쪄서 말린 풋보리를 물에 담갔다가 흠뻑 찧어 멥쌀가루와 섞어 쑨 죽.
- 콩나물죽(---粥): 콩나물을 섞어서 쑨 죽.
- 콩죽(콩粥)/두죽(豆粥): 불린 콩을 갈아서 쌀과 함께 끓인 죽.
- 타락죽(駝酪粥)/우유죽(牛乳粥): 죽의 하나. 물에 불린 쌀을 맷돌에 갈아서 절반쯤 끓이다가 우유를 섞어서 쑨다.
- 팥잎죽(팥잎粥): 연한 팥잎을 넣고 쑨 죽.
- 팥죽(-粥)/두죽(豆粥): 팥을 푹 삶아서 체에 으깨어 밭인 물에 쌀을 넣고 쑨 죽.
  - 구수죽(口數粥): 섣달 스무닷새 날 밤에 쑤어 먹는 붉은 팥죽. 집안 식구가 다 같이 먹되 밖에 나간 사람이라도 돌아오면 꼭 먹인다.
  - 단팥죽(--粥): 삶은 팥을 으깨고 거기에 설탕을 넣어 달게 만든 음식. 찹쌀로 만든 새알심 따위를 넣기도 한다.
  - 동지 팥죽(冬至-粥)/동지 두죽(冬至豆粥)/동지죽(冬至粥) 동짓날에 찹쌀 새알심을 넣고 쑤어 먹는 팥죽. 액을 막고 잡귀를 쫓는다고 하여 대문에도 뿌린다.
  - 복죽(伏粥): 복날에 쑤어 먹는 팥죽.
- 피죽(-粥): 피로 쑨 죽.
  - 강피죽(--粥): 피로만 쑨 죽.
- 하눌타리죽(----粥)/과루죽(瓜蔞粥): 하눌타리 뿌리로 앙금을 낸 가루를 쌀에 섞어 쑨 죽.
- 행도죽(杏桃粥): 죽의 하나. 껍데기를 벗긴 당살구씨와 호두를 맷돌에 갈아서 밭은 다음, 쌀가루를 넣고 죽을 쑤어 꿀을 탄다.
- 행인죽(杏仁粥): 살구씨를 살짝 데쳐 껍질을 벗기고 멥쌀과 함께 절반씩 섞어서 물에 담갔다가 맷돌에 갈아 체로 걸러서 쑨 죽. 꿀을 타서 먹는다.
- 호두죽(--粥): 속껍질을 벗긴 호두 속살을 멥쌀과 함께 물에 불려 맷돌에 갈아서 쑨 죽.
- 호박죽(--粥): 잘 익은 호박을 삶아 짓이긴 것에다가 팥을 넣고 쌀가루를 풀어서 쑨 죽.
- 홍시죽(紅柹粥): 홍시를 체에 걸러 찹쌀 뜨물에 쑨 죽. 꿀을 타서 먹는다.
- 홍합죽(紅蛤粥): 마른 홍합 가루를 멥쌀과 섞어 끓인 죽.
- 황정죽(黃精粥): 죽대의 뿌리를 데쳐서 쓴맛을 빼고 아홉 번 찌고 말려서 가루를 만들어 쑨 죽.

그 외에 가축에게 먹이는 여물죽이 있다. 개죽, 돼지죽, 소죽/쇠죽, 말죽/마죽 등으로 부른다.

## 같이 보기
- 당수
- 미음
- 범벅
- 암죽
- 응이
- 죽떡
- 죽술